# كهنك (أبرشيوة)
کهنك (بالفارسية: کهنک) هي قرية و مستوطنة تقع في إيران في قسم أبرشيوة الريفي. يقدر عدد سكانها بـ 89 نسمة بحسب إحصاء 2016.